# Broughton (Cumbria)
Pour les articles homonymes, voir Broughton.
Broughton est une paroisse civile dans le borough de Allerdale en Cumbria, (Angleterre), composée de Great Broughton et Little Broughton. Broughton est situé le long de la rivière Derwent, à environ 10 km de Workington. Le recensement de 2001 dénombre une population de 1 727 personnes.